# Paul Wiesert

Paul Wiesert als Corpsstudent, um 1885

Paul Wiesert (* 13. April 1860 in Halle (Saale); † 31. März 1948 in Heidelberg) war ein deutscher Architekt.

## Leben
In Halle an der Saale geboren und aufgewachsen, studierte Paul Wiesert an der Technischen Hochschule (Berlin-)Charlottenburg Architektur und schloss sich im Sommersemester 1881 der Landsmannschaft Saxonia, dem späteren Corps Saxonia-Berlin an.
Nach Abschluss des Studiums war er zunächst bei der Magdeburger Baubank tätig, bevor er sich 1889 in Saarbrücken als selbständiger Architekt niederließ. Hier baute er zahlreiche Wohn- und Geschäftshäuser, von denen einige heute unter Denkmalschutz stehen. 1929 zog er nach Heidelberg, wo er bis zu seinem Tod lebte.

## Bauten
- 1899: Hotel Terminus in Saarbrücken-St. Johann, Reichsstraße 16 (unter Denkmalschutz)[1]
- 1905: Doppelwohnhaus Feldmannstraße 36/38 in Saarbrücken (unter Denkmalschutz)[2]
- 1907: Erweiterung des Direktorenwohnhauses Zur Fabrik 2 in Kleinblittersdorf (unter Denkmalschutz)[3]
- 1909: Wohn- und Geschäftshaus Mainzer Straße 41 in Saarbrücken-St. Johann (unter Denkmalschutz)[4]